# Francisco Sevilla

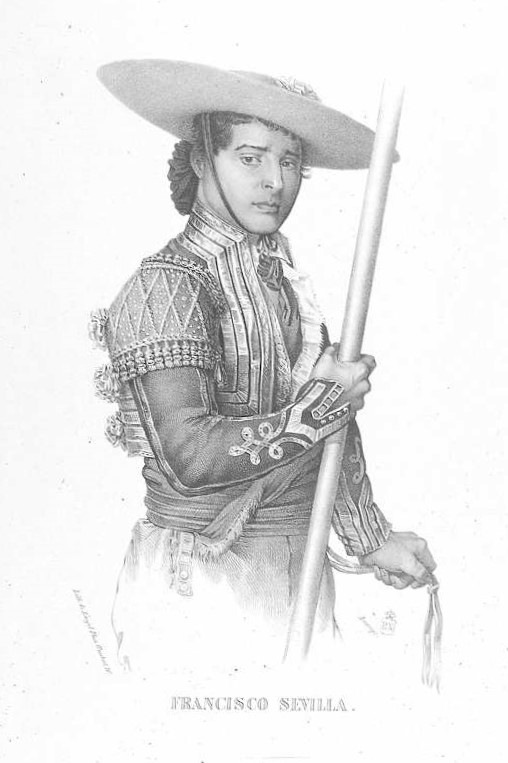
Retrato de Francisco Sevilla por Ramón Amerigó y Morales, litografía Laujol. Biblioteca Nacional de España.

Francisco Sevilla (Sevilla, 1805-Los Carabancheles, Madrid, c. 1841) picador español. 
Apodado en Sevilla el Troni, destacó más que por la ortodoxia de su monta por su valor y fortaleza. Aunque no de mucha altura era hombre robusto y de su bravura se contaban anécdotas, como que en una ocasión derribó a un toro agarrándole por un asta. Théophile Gautier y Prosper Mérimée asistieron a corridas picadas por él y dejaron por escrito muestras de admiración por su valor y su figura:

El picador era Sevilla, hombre de treinta años próximamente, apostura gallarda, robusto Hércules, atezado como un mulato, con ojos magníficos y fisonomía semejante a la de un César del Ticiano. La expresión de serenidad jovial y desdeñosa de su semblante, es realmente heroica.
Théophile Gautier

Aunque debió de ser en Sevilla donde empezase a picar no se tienen noticias de sus primeros pasos en la lidia y solo se sabe de su existencia a partir de su presentación en Madrid el 4 de octubre de 1830, en la décima corrida de la feria, picando reses de Guenduláin, Sanz y Paredes estoqueadas por Lucas Blanco y Roque Miranda. Ya entonces causó buen efecto y repitió el día 25 de octubre. En esta ocasión el quinto toro lo derribó y quedó debajo del animal hasta que los de a pie lograron apartarlo llevándolo al centro de la plaza. Inmediatamente a continuación Sevilla, en pie, se hizo con un capote e intento lancear al toro, como probablemente había hecho en otras ocasiones antes en plazas de fuera de Madrid, impidiéndoselo los peones.
Fue testigo Mérimée, que describió el lance en carta a un corresponsal con todo detalle:

La sangre fría de estos hombres en los mayores peligros tiene algo de milagroso. Recientemente, el picador Francisco Sevilla fue derribado y su caballo destripado por un toro andaluz, de fuerza y agilidad prodigiosas. Este toro, en vez de dejarse distraer por los peones, se encarnizó con el hombre, lo pisoteó y le dio gran número de cornadas en las piernas; pero, notando que se hallaba demasiado bien protegido por el pantalón de cuero, forrado de hierro, se volvió y bajó la cabeza para clavarle el asta en el pecho. Entonces Sevilla, incorporándose con esfuerzo desesperado, cogió con una mano al toro por la oreja y con la otra le metió los dedos por las narices, mientras apoyaba su cabeza contra la de la fiera por debajo. En vano el toro le sacudió, le pisoteó, le golpeó contra el suelo: nunca pudo hacerle soltar la presa. Mirábamos con el corazón oprimido aquella lucha desigual. Era la agonía de un valiente; casi se sentía que se prolongase; nadie podía gritar, ni respirar, ni apartar la vista de aquella escena horrible, que duró cerca de dos minutos. Por fin, el toro, vencido por el hombre en combate cuerpo a cuerpo, lo abandonó para perseguir a los toreros. Todo el mundo esperaba ver trasportar a Sevilla en brazos fuera del redondel. Lo levantan, y apenas se halla en pie, coge una capa y quiere citar al toro, a pesar de sus pesadas botas y la incómoda armadura de sus piernas. Le arrebataron la capa, si no esta vez se hace matar [...] ¡Oh!, si hubiera usted visto los vivas; si hubiera usted visto la alegría frenética, la especie de embriaguez de la muchedumbre viendo tanta valentía y tanta suerte, hubiera usted envidiado, como yo, al picador Sevilla. Este hombre se hizo inmortal en Madrid.
Prosper Mérimée

Tras este triunfo de su presentación en Madrid fue inmediatamente contratado para la temporada siguiente, renovándosele el contrato en la de 1832 y siguientes en las que se le pagaron 1500 reales por temporada, el máximo para un picador, y 200 reales de gratificación por corrida, más el importe del viaje de regreso a Sevilla. Al terminar la temporada de 1835 se organizó una corrida en la que los lidiadores ofrecieron algunas «suertes extraordinarias» y Sevilla, sin mudar su traje de picador, estoqueó a una res, lo que también hizo, como primer espada, en una corrida organizada por él en diciembre de 1838, en esta ocasión vestido con traje de luces con adornos de seda azul.
Contaba Mérimée que lo había vuelto a ver en 1840 y presenciado cómo era derribado del caballo en más de veinte ocasiones, siempre con el mismo valor. Tuvo, además, la oportunidad de comer con él y ser testigo de su temperamento alegre, destacando sus «modales andaluces, su humor jovial y su caló, lleno de metáforas pintorescas». Como otra más de las anécdotas que hablaban de su caballerosidad y enorme popularidad, contaba Mérimée que en cierta ocasión en que viajaba a Barcelona para una corrida anunciada con mucha antelación compartió la diligencia con una señora que huía de Madrid por el cólera. Al llegar a las puertas de Barcelona la Junta de Sanidad comunicó a los pasajeros que debían hacer una cuarentena de diez días, excepto Sevilla, pero Sevilla no quiso beneficiarse de ese trato tan provechoso y replicó que si la señora no era admitida él tampoco entraría y, concluía Mérimée, «entre el temor del contagio y el de perder una buena corrida, no había duda. La Junta cedió; hizo bien, porque si se hubiese obstinado, el pueblo hubiera quemado el lazareto con el personal dentro».
Picó por última vez como titular en Madrid el 24 de mayo de 1841 y falleció ese mismo año o el siguiente, retirado en los Carabancheles, en las cercanías de Madrid, enfermo del hígado y quebrantada su salud por los muchos percances sufridos en la lidia.